# Média
Em estatística, média é definida como o valor que demonstra a concentração dos dados de uma distribuição, como o ponto de equilíbrio das frequências em um histograma. Média também é interpretada como um valor significativo de uma lista de números. Os valores de uma lista de números podem ser representados por meio da escolha aleatória de um número. Se todos os números forem iguais, o número escolhido aleatoriamente será a média. Então, a média pode ser calculada por meio da combinação dos números de maneira específica e da geração de um valor significativo. Entretanto, a palavra média é usualmente usada em métodos mais sofisticados como média aritmética, mediana, moda, entre outros.
Seguindo uma definição mais informal de "média", pode-se assumir que no campo da estatística, dados possuem posições. Por exemplo, cada valor dos lançamentos de um dado possui sua posição em uma planilha eletrônica. Em estatística, média é uma medida de posição que indica um valor uniforme dos dados. Por exemplo, o conjunto {\displaystyle x=\{2,1,6,5,10\}} possui média aritmética {\displaystyle {\bar {x}}=4,8}. Embora {\displaystyle 4,8} seja o valor médio, ele não é o valor central definido pela mediana.

## História

### Origem
O primeiro registro da ampliação da média aritmética de 2 para n casos para realização de estimativas ocorreu no século XVI. Do século XVI em diante, a média gradualmente se tornou um método comum para reduzir erros de medidas em várias áreas. Na época, os astrônomos queriam saber o valor real de medições imprecisas com a posição de um planeta ou o diâmetro da lua. Com a média de vários valores medidos, cientistas assumiram que o número de erros era relativamente pequeno em comparação com o total de valores medidos. O método de tirar a média para reduzir os erros de observação foi principalmente desenvolvido na astronomia.

Um possível precursor da média aritmética é a mid-range (média de dois valores extremos), usada na astronomia árabe do século IX ao século XI e também na metalurgia e na navegação. Entretanto, há várias outras referências vagas sobre o uso da média aritmética. Elas não são tão claras, mas podem ter relação com a definição moderna de média. De acordo com um texto referente ao século IV:
| “ | Em primeiro lugar, devemos estabelecer uma sequência de números de mônada a 9: 1, 2, 3, 4, 5, 6, 7, 8 e 9. Em seguida, devemos acrescentar o montante de todos os números juntos e, uma vez que a sequência contém nove termos, devemos procurar a nona parte do todo para verificar se ela está naturalmente presente entre os números da sequência, então encontraremos que a propriedade de ser [um] nono [da soma] apenas pertence a própria média [aritmética]. | ” |

Existem potenciais referências ainda mais antigas. Há registros de que por volta de 700 a.C., comerciantes e transportadores concordaram que o dano à carga e ao navio (sua contribuição em casos de danos no mar) deveria ser dividido igualmente entre eles. Isso deve ter sido calculado usando média, embora pareça não haver registros diretos do cálculo.

### Etimologia
De acordo com o Oxford English Dictionary, poucas palavras receberam uma maior investigação etimológica.
Em um primeiro uso em inglês da palavra datado do final do século XV, média significava taxas alfandegárias e era usada na região do Mediterrâneo. Em seguida, média passou a significar o custo dos danos ocorridos no mar. Inclusive, surgiu o termo regulador de média para designar a pessoa que decidia como dividir os danos entre os proprietários e os seguradores do navio e da carga. Os danos ocorridos em mar (médias particulares) eram arcados apenas pelos proprietários da carga danificada (média geral), de modo que o proprietário podia reivindicar uma contribuição proporcional de todas as partes do empreendimento marítimo. O tipo de cálculo usado para regular a média geral deu origem ao uso da média como média aritmética.
Em um segundo uso em inglês da palavra datado de 1674, média (averish) significava o resíduo ou o segundo crescimento dos campos de colheita que eram considerados apropriados para consumo pelos animais de tração (avers). A raiz da palavra average (média, em inglês) é encontrada em árabe como awar, em italiano como avaria, em francês como avarie e em holandês como averij. Não está claro em qual língua a palavra apareceu pela primeira vez.
Já em um uso antigo e diferente da palavra datado do século XI, média parecia ser um termo legal para a obrigação de um dia de trabalho para um xerife. O termo legal provavelmente anglicizado de avera foi encontrado no Domesday Book, registro antigo com informações sobre a população inglesa do século XI.

## Definição informal

Exemplo de média aritmética, calculada pela soma dos elementos de uma amostra dividida pela quantidade de elementos da mesma amostra. Para o conjunto de dados {1, 2, 3, 4, 5}, a média aritmética é igual a.

Em estatística, dados possuem posições. Por exemplo, cada valor dos lançamentos de um dado possui sua posição em uma planilha eletrônica. Em estatística, média é uma medida de posição que indica um valor uniforme dos dados. Por exemplo, o conjunto {\displaystyle x=\{2,1,6,5,10\}} possui média aritmética {\displaystyle {\bar {x}}=4,8}. Embora {\displaystyle 4,8} seja o valor médio, ele não é o valor central definido pela mediana.
- Dado o rol de uma população, ou seja, todos os indivíduos, a média é representada pela letra grega Mi ({\displaystyle {\text{μ}})}.

- No caso de amostras, tem-se por padrão a representação por {\displaystyle {\bar {x}}}.

- Essa diferença entre população (todos) ou amostras (parte) também se aplica à variância e ao desvio padrão, conforme representações matemáticas próprias.

## Definição formal

Ilustração do comportamento das medidas de tendência central em uma distribuição simétrica (por exemplo, uma distribuição normal) quando alterada a dispersão dos dados. A curva vermelha descreve a densidade de probabilidade no espaço amostral e a linha azul representa a localização da média (azul), da mediana (amarelo) e da moda (verde) do conjunto de dados.

Ilustração do comportamento das medidas de tendência central em uma distribuição assimétrica negativa quando alterada a dispersão dos dados. A curva vermelha descreve a densidade de probabilidade no espaço amostral, a linha azul (à esquerda) representa a média, a linha amarela (ao meio) representa a mediana e a linha verde (à direita) representa a moda do conjunto de dados.

Ilustração do comportamento das medidas de tendência central em uma distribuição assimétrica positiva (por exemplo, uma distribuição qui-quadrado) quando alterada a dispersão dos dados. A curva vermelha descreve a densidade de probabilidade dos dados no espaço amostral, a linha azul (à direita) representa a média, a linha amarela (ao meio) representa a mediana e a linha verde (à esquerda) representa a moda do conjunto de dado

Ilustração do comportamento das medidas de tendência central em uma distribuição bimodal, formada por outras duas distribuições com seus respectivos parâmetros, que transita entre distribuição assimétrica positiva, distribuição assimétrica negativa e distribuição simétrica conforme as dispersões dos dados no espaço amostral são alteradas. A curva vermelha descreve a densidade de probabilidade dos dados no espaço amostral, a linha azul representa a média, a linha amarela representa a mediana e a linha verde representa a moda do conjunto de dados.

### Média aritmética
Seja {\displaystyle n} o número total de valores e {\displaystyle x_{i}} cada valor, em que  {\displaystyle i=1,\dots ,n}. Média aritmética é a soma dos valores{\displaystyle x_{i}} dividido pelo número total de valores {\displaystyle n}:
{\displaystyle {\bar {x}}={\frac {x_{1}+x_{2}+....+x_{n}}{n}}={1 \over n}\sum _{i=1}^{n}{x_{i}}}.

### Média geométrica
Média geométrica é a {\displaystyle n}-ésima raiz do produto de todos os valores {\displaystyle x_{1},x_{2},\dots ,x_{n}}:
{\displaystyle {\text{MG=}}{\sqrt[{n}]{\prod _{i=1}^{n}x_{i}}}={\sqrt[{n}]{x_{1}x_{2}\cdots x_{n}}}.}
Média geométrica pode ser pensada como o antilogaritmo da média aritmética dos logaritmos dos números. Por exemplo, a média geométrica de 2 e 8 é {\displaystyle MG={\sqrt {2\cdot 8}}=4.}

### Média harmônica
Média harmônica é a recíproca da média aritmética para os valores {\displaystyle x_{i}}:
{\displaystyle MH={\frac {1}{{\frac {1}{n}}\sum _{i=1}^{n}{\frac {1}{x_{i}}}}}={\frac {n}{{\frac {1}{x_{1}}}+{\frac {1}{x_{2}}}+\cdots +{\frac {1}{x_{n}}}}}.}
Média harmônica é usada no cálculo de média de velocidade. Por exemplo, se a velocidade de ida um veículo do ponto A ao ponto B é de 60 km/h e a velocidade de volta do mesmo veículo do ponto A ao ponto B é de 40 km/h, então a velocidade média é dada por {\displaystyle {\frac {2}{{\frac {1}{60}}+{\frac {1}{40}}}}=48.} Entretanto, se o veículo tivesse viajado por metade do tempo em uma velocidade e metade do tempo em outra velocidade, a média aritmética de 50 km/h proveria a noção correta de média.
Média harmônica também é usada no cálculo da resistência equivalente em uma associação de vários resistores em paralelo. Por exemplo, se três resistores de valores R1, R2 e R3 estiverem em paralelo, então a resistência R do circuito é dada por {\displaystyle R={\frac {1}{{\frac {1}{R1}}+{\frac {1}{R2}}+{\frac {1}{R3}}}}.}

### Observação
Em relação às médias, dado uma população ou amostra com todas as observações positivas e pelo menos dois números distintos, tem-se que: {\displaystyle {\text{Média Aritmética}}>{\text{Geométrica}}>{\text{Harmônica}}}
Demonstração dado o {\displaystyle rol:2;2;2;2;3}.
{\displaystyle {\text{Média Aritmética}}=2,2}
{\displaystyle {\text{Média Geométrica}}=2,168943542}
{\displaystyle {\text{Média Harmônica}}=2,142857143}

### Média Ponderada
Média ponderada é a média aritmética com um coeficiente {\displaystyle x_{i}} ponderando os valores. O valor de {\displaystyle x_{i}} pode ser sempre igual ou diferente:
{\displaystyle {\overline {x}}={\frac {\sum _{i=1}^{n}w_{i}x_{i}}{\sum _{i=1}^{n}w_{i}}}={\frac {w_{1}x_{1}+w_{2}x_{2}+\cdots +w_{n}x_{n}}{w_{1}+w_{2}+\cdots +w_{n}}}}

## Exemplos

### Média aritmética
Uma fábrica produz 200, 100, 50, 100, 150 e 200 unidades de um produto entre janeiro e junho. Qual a produção média mensal da fábrica no semestre? Para encontrar a produção média mensal da fábrica no semestre, é preciso calcular a média {\displaystyle M} ou o valor matemático da sua produção média mensal entre janeiro e junho. Se a fábrica tivesse o mesmo desempenho entre janeiro e junho, sua produção total seria {\displaystyle 6\times M=6M} unidades no semestre.
Então:
{\displaystyle 6M=200+100+50+100+150+200=800}
{\displaystyle M={\frac {800}{6}}=133,3}.
Isto é, a fábrica produz em média 133,3 unidades entre janeiro e junho.

### Média geométrica
O aumento da taxa de crescimento de uma empresa em novembro e em dezembro foi de {\displaystyle 4\%} e {\displaystyle 20\%}, respectivamente. Qual a taxa de crescimento média mensal da empresa no período?
Embora o cálculo {\displaystyle {\frac {4\%+20\%}{2}}=12\%} pareça razoável, é preciso encontrar uma mesma taxa de crescimento {\displaystyle i} para o período. O crescimento total da empresa no período foi de {\displaystyle 100\times 1,04\times 1,20=124,8}. Sejam {\displaystyle 100(1+i)} o crescimento total da empresa em novembro e {\displaystyle 100(1+i)^{2}} o crescimento total da empresa em dezembro.
Então:
{\displaystyle 100(1+i)^{2}=124,8}
{\displaystyle (1+i)^{2}=1,248}
{\displaystyle 1+i={\sqrt[{}]{1,248}}}
{\displaystyle 1+i\cong 1,117}
{\displaystyle i\cong 0,117}
Isto é, a taxa de crescimento média mensal da empresa foi de cerca de {\displaystyle 11,7\%} no período.

### Média harmônica
Um concurso que distribui anualmente um prêmio de R$ 180 teve 1 ganhador no primeiro ano e 3 ganhadores no segundo ano. Qual foi o prêmio médio dos ganhadores nos dois anos?
O número médio de ganhadores é {\displaystyle {\frac {1+3}{2}}=2} , o que não significa que o prêmio médio dos ganhadores tenha sido {\displaystyle {\frac {R\$180}{2}}=R\$90} nos dois anos. Para encontrar o prêmio médio dos ganhadores nos dois anos, é preciso calcular o prêmio médios dos ganhadores no primeiro ano e o prêmio médios dos ganhadores no segundo ano. Sejam {\displaystyle {\frac {R\$180}{1}}=R\$180} o prêmio médio do ganhador no primeiro ano e {\displaystyle {\frac {R\$180}{3}}=R\$60} o prêmio médio dos ganhadores no segundo ano.
Então:
{\displaystyle {\frac {R\$180+R\$60}{2}}=R\$120}
Isto é, o prêmio médio dos ganhadores nos dois anos foi {\displaystyle R\$120}.
Em termos algébricos:
{\displaystyle {\frac {180\times {\frac {1}{1}}+180\times {\frac {1}{3}}}{2}}=180\times {\frac {{\frac {1}{1}}+{\frac {1}{3}}}{2}}=180/{\frac {2}{{\frac {1}{1}}+{\frac {1}{3}}}}}
Portanto, a média harmônica do total numero de ganhadores em dois anos é {\displaystyle {\frac {2}{{\frac {1}{1}}+{\frac {1}{3}}}}}.

### Média ponderada
Em um grupo de pessoas, 20% delas são adultas e 80% delas são crianças. Os adultos pesam em média 75 quilos e as crianças pesam em média 45 quilos. Qual o peso médio do grupo?
Os adultos correspondem a 20% ou a 0,2 do grupo, enquanto as crianças correspondem a 80% ou a 0,8 do grupo. A média {\displaystyle {\frac {75+45}{2}}=60} não está correta porque a média dos pesos médios dos adultos e das crianças não demonstram o peso médio do grupo. Se 20% das pessoas do grupo pesam 75 quilos, então 0,2 x 75 = 15 quilos. Se 80% das pessoas do grupo pesam 45 quilos, então 0,8 x 45 = 36 quilos.
Então:
{\displaystyle (0,2\times 75)+(0,8\times 45)=15+36=51}
Isto é, o peso médio do grupo é 51 quilos. Foi possível calcular a média ponderada a partir das diferentes proporções entre adultos e crianças no grupo.

## Exemplos aplicados ao mercado financeiro

### Taxa de retorno e CAGR
A taxa de retorno é um tipo de média usada em finanças. Quando a taxa de retorno é anual, ela é chamada de taxa composta anual de crescimento (CAGR). Seja um investimento em um período de dois anos com taxa de retorno de –10% no primeiro ano e +60% no segundo ano. A taxa de retorno ou a taxa composta anual de crescimento {\displaystyle R} é obtida pelo cálculo da seguinte equação {\displaystyle (1-10\%)\times (1+60\%)=(1-0,1)\times (1+0,6)=(1+R)\times (1+R)}.
O valor de Falhou a verificação gramatical (SVG (MathML pode ser ativado através de uma extensão do ''browser''): Resposta inválida ("Math extension cannot connect to Restbase.") do servidor "http://localhost:6011/pt.wikipedia.org/v1/":): {\displaystyle  R }
 que torna a equação verdadeira é 0,2 (equivalente a 20%), o que significa que o retorno total sobre um investimento em um período de dois anos é igual ao retorno total se houve crescimento de 20% em cada ano. Lembrando que a ordem dos anos não faz diferença (as taxas de retorno de +60% e –10% dariam os mesmos resultados se as taxas de retorno fossem de –10% e +60%).
O método pode ser ampliado para exemplos nos quais os períodos não são iguais. Seja a taxa de retorno de –23% em um período de meio ano e +13% em um período de dois anos e meio. A taxa de retorno para os dois períodos é igual ao retorno anual {\displaystyle R}, obtido pelo cálculo da seguinte equação:{\displaystyle (1-0,23)^{0,5}\times (1+0,13)^{2,5}=(1+R)^{0,5+2,5}}, que resulta em uma taxa de retorno {\displaystyle R} de 0,06 ou 6%.

### Média móvel
Dada uma série temporal como os preços diários das ações, deseja-se muitas vezes criar uma série mais suave. Isso ajudar demostrar tendências subjacentes ou comportamentos periódicos dos fenômenos. Uma maneira fácil de fazer isso é escolher um número {\displaystyle n} e criar uma série por meio do cálculo da média aritmética dos primeiros {\displaystyle n} valores passo a passo. Sejam {\displaystyle p_{1},p_{2},\dots ,p_{N}}preços observados. Então, a sequência de média móvel {\displaystyle {\bar {p}}_{i},i=1,\dots ,N-n+1} é definida como {\displaystyle {\bar {p}}_{i}={\frac {p_{i}+p_{i+1}+\dots +p_{i+n-1}}{n}}}. Essa é a forma mais simples de média móvel.
Formas mais complicadas de média móvel envolvem média ponderada. A ponderação pode ser usada para melhorar ou suprimir vários comportamentos periódicos. Há uma análise muito extensa sobre quais ponderações usar na literatura sobre filtro digital. No processamento de sinal, o termo média móvel é usado mesmo quando a soma dos pesos não é 1 (então, a série resultante é uma versão em escala das médias). O motivo é que a análise é geralmente voltada somente para o comportamento periódico. Uma outra generalização é uma média móvel autorregenerativa, em que a média também inclui alguns das médias moveis recém calculadas. Isso permite que amostras antigas históricas afetem resultados de cálculos recentes.

## Generalização da média
Entre outros tipos mais sofisticados de média estão tri-média, tri-mediana e média normalizada. É possível criar uma métrica de média usando uma f-média generalizada:
{\displaystyle y=f^{-1}\left({\frac {1}{n}}\left[f(x_{1})+f(x_{2})+\cdots +f(x_{n})\right]\right)},
em que {\displaystyle f} é qualquer função inversível. Por exemplo, a média geométrica usando {\displaystyle f(x)=\log(x)} e a média harmônica usando {\displaystyle f(x)={\frac {1}{x}}}. 
Entretanto, o método envolvendo médias generalizadas não é geral o suficiente para abordar todas as médias. Um método mais geral para definir uma média envolve qualquer função {\displaystyle g(x_{1},x_{2},...,x_{n})} contínua, estritamente crescente em cada argumento e simétrica (invariante sob a permutação dos argumentos).
A média {\displaystyle y} é o valor que, quando cada argumento é substituído por {\displaystyle y}, resultada no mesmo valor da função: {\displaystyle g(y,y,...,y)=g(x_{1},x_{2},...,x_{n})}. Essa definição mais geral aborda a propriedade importante de todas as médias, em que a média de uma lista de elementos iguais é o próprio elemento.
A função {\displaystyle g(x_{1},x_{2},...,x_{n})=x_{1}+x_{2}+...+x_{n}} fornece a média aritmética. A função {\displaystyle g(x_{1},x_{2},...,x_{n})=x_{1}\times x_{2}\times ...\times x_{n}}, em que a lista de elementos é formada por números positivos, fornece a média geométrica. A função {\displaystyle g(x_{1},x_{2},...,x_{n})=-(x_{1}^{-1}+x_{2}^{-1}+...+x_{n}^{-1})}, em que a lista de elementos também é formada por números positivos, fornece a média harmônica.

## Medidas de tendência central
| Nome                           | Equação / Descrição |
| ------------------------------ | --- |
| Média                          | Média é o valor médio de uma distribuição. Ela é utilizada para representar todos os valores da distribuição. |
| Média aritmética               | {\displaystyle {\bar {x}}={\frac {1}{n}}\sum _{i=1}^{n}x_{i}={\frac {1}{n}}(x_{1}+\cdots +x_{n})} |
| Média geométrica               | {\displaystyle {\bigg (}\prod _{i=1}^{n}x_{i}{\bigg )}^{1/n}={\sqrt[{n}]{x_{1}\cdot x_{2}\dotsb x_{n}}}} |
| Média harmônica                | {\displaystyle {\frac {n}{{\frac {1}{x_{1}}}+{\frac {1}{x_{2}}}+\cdots +{\frac {1}{x_{n}}}}}} |
| Média ponderada                | {\displaystyle {\frac {\sum _{i=1}^{n}w_{i}x_{i}}{\sum _{i=1}^{n}w_{i}}}={\frac {w_{1}x_{1}+w_{2}x_{2}+\cdots +w_{n}x_{n}}{w_{1}+w_{2}+\cdots +w_{n}}}} |
| Média quadrática (RMS)         | {\displaystyle {\sqrt {{\frac {1}{n}}\sum _{i=1}^{n}x_{i}^{2}}}={\sqrt {\frac {x_{1}^{2}+x_{2}^{2}+\cdots +x_{n}^{2}}{n}}}} |
| Média cúbica                   | {\displaystyle {\sqrt[{3}]{{\frac {1}{n}}\sum _{i=1}^{n}x_{i}^{3}}}={\sqrt[{3}]{{\frac {1}{n}}\left(x_{1}^{3}+x_{2}^{3}+\cdots +x_{n}^{3}\right)}}} |
| Média generalizada             | {\displaystyle {\sqrt[{p}]{{\frac {1}{n}}\cdot \sum _{i=1}^{n}x_{i}^{p}}}} |
| Média heroniana                | {\displaystyle {\frac {2}{n(n+1)}}\cdot \sum _{i=1}^{n}\sum _{j=i}^{n}{\sqrt {x_{i}x_{j}}}} |
| Média aparada (média truncada) | Média aritmética dos valores após um certo número ou uma certa proporção maior e menor terem sido descartados. Entre os casos de média aparada (média truncada), estão a média interquartílica (amplitude interquartícula) que usa a variação interquartílica e a média de Windsor que em vez de excluir os valores extremos os tornam iguais ao maior e ao menor valores restantes. |

## Outras medidas de tendência central

### Mediana
O número do meio de uma lista de valores em ordem crescente ou decrescente é chamado de mediana (se houver uma quantidade par de valores, a média dos dois números do meio é calculada). Então, para encontra a mediana é preciso ordenar a lista de valores e excluir os maiores e os menores valores até sobrarem um ou dois números. Se sobrar um número, a mediana será ele. Se sobrarem dois números, a mediana será a média aritmética de ambos. Seja a lista de valores 3, 7, 1 e 13. Se a lista de valores for ordenada para 1, 3, 7 e 13 e 1 e 13 forem removidos, sobrarão 3 e 7. Como sobrarão dois valores, a mediana será a média aritmética {\displaystyle {\frac {3+7}{2}}=5}.

### Moda
O número mais frequente em uma lista de valores é chamado de moda. Por exemplo, a moda de uma lista de valores 1, 2, 2, 3, 3, 3, 4 é 3. Em casos em que dois ou mais números aparecem com mesma frequência ou com maior frequência que outros números, não há uma definição acordada de moda. Há autores que afirmam que todos eles são modas e há autores que afirmam que nenhum deles são modas.